# Pablo Lechuga
Pablo Lechuga (* 16. August 1990 in Jaén) ist ein spanischer Radrennfahrer. Seine einzige Teilnahme bei einem der Grand Tours, der Vuelta a España brach er nach der 15. Etappe ab.

## Erfolge
2014
- Mannschaftszeitfahren Tour de Gironde

## Teams
- 2010 Andalucía-Cajasur
- 2011 Andalucía Caja Granada
- 2012 Andalucía
- 2013 Cajamar
- 2014 Euskadi